# Krish Raval
Krish Kumar Raval, baron Raval, est un avocat britannique, pair à vie et directeur de Faith in Leadership.

## Biographie
Raval est né en Éthiopie de parents indiens. Il étudie le droit au Trinity College de Cambridge et à l'Université de Sheffield.
Raval est le directeur de Faith in Leadership, une organisation axée sur la coopération interreligieuse pour le bien public, et membre du corps enseignant de la School of Divinity de l'Université de Cambridge.
Il est nommé pair à vie en décembre 2024 par le Premier ministre Keir Starmer pour le Parti travailliste.